# Palpada aemula
Palpada aemula är en tvåvingeart som först beskrevs av Samuel Wendell Williston  1891.  Palpada aemula ingår i släktet Palpada och familjen blomflugor. Inga underarter finns listade i Catalogue of Life.